# Филадельфия Фридомз
«Филадельфия Фридомз» (англ. Philadelphia Freedoms) — команда, выступающая в профессиональной теннисной лиге World TeamTennis. Базируется в Филадельфии (штат Пенсильвания), домашний стадион — The Pavillion (Университет Вилланова). Одна из старейших команд лиги, чемпион в сезонах 2001 и 2006 годов.

## История
Команда «Филадельфия Фридомз» была участницей первого сезона розыгрыша лиги World Team Tennis (WTT) в 1974 году. Её играющим капитаном была Билли-Джин Кинг, чьим детищем была лига WTT, а название команда получила по песне, написанной в честь Билли-Джин Кинг Элтоном Джоном. Сезон команда закончила в ранге финалиста, проиграв матч за чемпионское звание соперникам из «Денвер Ракетс».
После первого сезона «Фридомз» надолго покинули WTT (по словам Кинг, это было связано с финансовыми затруднениями основного спонсора — агента по недвижимости Дика Бутеры). Возвращение в лигу состоялось только в сезоне 2001 года, вскоре после завершения Уимблдонского турнира, где сразу трое игроков обновлённой команды — Дон Джонсон, Лиза Реймонд и Ренне Стаббс — завоевали чемпионские звания в парных разрядах. В свой первый сезон после возвращения «Фридомз» собирали в среднем по 2100 зрителей на каждый матч (на стадионе вместимостью 2500 мест) и завоевали чемпионское звание. Во второй раз команда стала чемпионом WTT в 2006 году, когда за неё снова выступали Реймонд и Стаббс (MVP финального матча), а также Даниэль Нестор и Джеймон Крабб.

### История участия в финалах лиги
| Результат | Год  | Место проведения        | Соперник в финале    | Счёт                 |
| --------- | ---- | ----------------------- | -------------------- | -------------------- |
| Поражение | 1974 | Филадельфия             | Денвер Ракетс        | 45-55 (21-27, 24-28) |
| Победа    | 2001 | Нью-Йорк                | Спрингфилд Лейзерс   | 20-18                |
| Победа    | 2006 | Ньюпорт-Бич, Калифорния | Ньюпорт-Бич Брейкерс | 21-14                |
| Поражение | 2018 | Филадельфия             | Спрингфилд Лейзерс   | 18-19                |

## Состав в 2018 году
- Кевин Андерсон
- Ракель Атаво
- Габриэла Дабровски
- Кевин Кинг (лучший новичок сезона[4])
- Фабрис Мартен
- Слоан Стивенс
- Тейлор Таунсенд (MVP сезона[4])

Тренер: Крейг Кардон (лучший тренер сезона)